# Breaking Free
"Breaking Free" é uma música do filme original da Disney Channel High School Musical, presente também na trilha sonora do mesmo. É um dueto cantado por Vanessa Hudgens e Zac Efron (que teve sua voz mixada com a do cantor Drew Seeley). Desta forma, a canção é creditada como cantada por Hudgens, Efron e Seeley. Também foi lançada como single em 8 de junho de 2006.
A canção é cantada durante o clímax do filme, quando os protagonistas Troy Bolton e Gabriella Montez participam da última audição na frente de todo o corpo estudantil. A canção posteriormente apareceu no álbum de compilações da Disney, Disney Channel Playlist, que foi lançado em 9 de junho de 2009. A canção é considerada a de maior sucesso da franquia High School Musical por ter obtido as melhores posições nas tabelas musicais mundiais, como nos Estados Unidos, onde atingiu a 4ª posição na Billboard Hot 100 e foi certificada com disco de platina, indicando mais de 1 milhão de cópias vendidas.

## Antecedentes e contexto
Enquanto Troy Bolton (Zac Efron) e Gabriella Montez (Vanessa Hudgens) enfrentam o preconceito da equipe de basquetebol e da equipe de decatlo acadêmico, respectivamente, ambos decidem que podem perseguir seu sonho secreto de se apresentar em um musical do ensino médio. A música é cantada durante o clímax do filme, quando os protagonistas Troy e Gabriella participam da última audição em frente a todo o corpo estudantil. Na ficção, o dueto é escrito e composto pela personagem Kelsi Nielsen (Olesya Rulin) para o segundo ato do musical escolar Cidade Reluzente.

## Videoclipe
O videoclipe da música foi retirado do filme High School Musical. Não foi lançado em nenhum programa de videoclipes nos Estados Unidos pela canção pertencer à Disney e a mesma não liberou para ser lançado. O videoclipe para a versão da Alemanha entrou em rotação normalmente pelos canais musicais alemães. O vídeo da versão remix da música foi lançado no DVD High School Musical Remix: Edição Especial.

## Desempenho nas tabelas
"Breaking Free" é a música de maior sucesso da franquia High School Musical por ter obtido as melhores posições nas tabelas musicais mundiais, como nos Estados Unidos, onde atingiu a 4ª posição na Billboard Hot 100. É também a canção de maior sucesso de Vanessa Hudgens, Zac Efron e Drew Seeley na tabela estadunidense.
A música estreou na Billboard Hot 100 na 86ª posição, na edição da revista datada 4 de fevereiro de 2006. Na semana seguinte, na edição de 11 de fevereiro de 2006, saltou para a 4ª posição, um salto de 82 posições, batendo, na época, o recorde de maior salto de posições em uma semana nos 48 anos de história da tabela. De acordo com a revista, a música não obteve execução nas rádios, conseguindo o salto de 82 posições unicamente por suas vendas digitais. A canção também se tornou a música da gravadora Walt Disney com a posição mais alta no Hot 100 de todos os tempos, que antes era "Breakaway" de Kelly Clarkson, do filme O Diário da Princesa 2, que havia atingido a 6ª posição.
Na mesma semana, a música pulou da 57ª posição ao 1º lugar na Billboard Hot Digital Songs, batendo também o recorde de maior salto de posições em uma semana nessa tabela. Com mais de 1 milhão de cópias vendidas, a música foi certificada com disco de platina nos Estados Unidos. A música também atingiu a 6ª posição na Billboard Pop 100.
Na Austrália chegou ao 13º posto e na Nova Zelândia 4ª posição. No Reino Unido, a música estreou na 45ª posição e na segunda semana saltou para a 9ª posição, sendo posteriormente certificada com disco de ouro na nação, indicando mais de 400 mil cópias vendidas. Nas três regiões, também é a canção de High School Musical que atingiu a melhor posição nas tabelas.

## Faixas e formatos
| Download digital 1. "Breaking Free" - 3:27 Download digital (Remix) 1. "Breaking Free" (Remix) - 3:26 CD single Internacional 1. "Breaking Free" 2. "Start of Something New" 3. "Bop to the Top" CD single da Austrália 1. "Breaking Free" 2. "Breaking Free" (Karaoke Instrumental) 3. "We're All in This Together" | CD single de Israel 1. "ממריאים" 2. "Breaking Free" 3. "ממריאים" (Music Video) CD single do Reino Unido 1. "Breaking Free" 2. "Start of Something New" Maxi single da Alemanha 1. "Breaking Free" 2. "Breaking Free" (Instrumental) 3. "Breaking Free" (Remix) 4. "Breaking Free" (Music Video) |

## Versões
- Ásia: "Breaking Free" (Asian Version) (Vince Chong, Nikki Gil & Alicia Pan)
- Chinês Mandarin: "另一個自己" (Ling yi ge zi ji) (Anson Hu & Stephy Tang)
- Espanhol (Argentina): "Sólo Hay Que Intentar" (Sofia Agüero & Fernando Dente)
- Espanhol (Espanha): "No Dejes De Soñar" (Conchita)
- Espanhol (México): "Sólo Hay Que Intentar" (Roger González & Carla Medina)
- Espanhol (México): "Donde Hay Libertad" (High School Musical "La Selección")
- Europa: "Breaking Free" (European Version) (Josh Hoge & Nikki Flores)
- Francês: "Briser Mes Chaînes" (Sofiane)
- Hebreu: "ממריאים" (Mamri'im) (Gilat Hillel)
- Indiano: "Choole Ambar Hi" (Naresh Kamath & Sunidhi Chahuhan)
- Italiano: "Se Provi a Volare" (Luca Dirisio)
- Polonês: "Masz W Sobie Wiarę" (Hania Stach & Andrzej Lampert)
- Português (Brasil): "Tem Que Tentar" (Beto Marden & Fabíola Ribeiro)
- Português (Brasil): "Tem Que Tentar" (Fellipe Guadanucci & Lenora Hage)
- Russo: "Наш звездный час" (Nash Zvezdniy Chas) (Sergey Lazarev & Kseniya Larina)

## Desempenho nas tabelas musicais

### Paradas semanais
| País e Tabela (2006-2007)             | Melhor posição |
| ------------------------------------- | -------------- |
| Alemanha (Offizielle Deutsche Charts) | 46             |
| Austrália (ARIA)                      | 13             |
| Escócia (Scottish Singles Chart)      | 6              |
| Estados Unidos (Billboard Hot 100)    | 4              |
| Estados Unidos (Billboard Pop 100)    | 6              |
| Irlanda (IRMA)                        | 17             |
| Itália (FIMI)                         | 17             |
| Países Baixos (Single Top 100)        | 36             |
| Nova Zelândia (Recorded Music NZ)     | 4              |
| Reino Unido (UK Singles Chart)        | 9              |

## Vendas e certificações
| Região                                         | Certificação | Vendas     |
| ---------------------------------------------- | ------------ | ---------- |
| Alemanha (BVMI)                                | Ouro         | 150,000^   |
| Estados Unidos (RIAA)                          | Platina      | 1,000,000^ |
| Reino Unido (BPI)                              | Ouro         | 400,000    |
| ^distribuições baseadas apenas na certificação |              |            |